# Зу: Воїни з чарівної гори
«Зу: Воїни з чарівної гори» (кит.: 新蜀山劍俠) — гонконзький фентезійний фільм 1983 року режисера Цуй Харка. Кінострічка займає 40-е місце у списку 100 найкращих китайських фільмів за версією Hong Kong Film Award.

## Сюжет
В одній з глухих провінцій Китаю стоїть гора, що має назву Зу. Вона є місцем постійних сутичок трьох войовничих кланів з довколишніх областей. Головний герой — молодий солдат Дік Мінкей. Коли двоє його командирів сперечаються як краще наздогнати ворогів, Дік Мінкей заявляє, що не підкорятиметься нікому. Командири хочуть вбити його за непокору і солдат, тікаючи від них, випадково потрапляє в печеру в горі.
Уночі Дік Мінкей стикається з тіньовими демонами, від яких його рятує таємничий воїн у білому. Вражений його майстерністю, Дік Мінкей просить стати його учнем, але рятівник зникає. Солдат вирішує дочекатися його повернення. Наступної ночі воїн у білому рятує Дік Мінкея від вогняних воронів. На підмогу прибувають ще двоє монахів-бійців, Сяо Ру зі своїм учнем Ят Чанем, яким воїн у білому представляється як Дін Янь. Утрьох вони протистоять Кривавому демону, що хоче підкорити світ. Потім воїни відступають, а Дік Мінкей вирішує, що коли вони злякалися, він сам боротиметься зі злом. Дік Мінкея рятує мудрець Чон Мей (пан Довгі Брови) і запечатує душу Кривавого демона в камені. Мудрець доручає Дік Мінкею розшукати два чарівних меча, якими можна знищити душу Кривавого демона, поки вона не вирвалася.
Оскільки після бою з Кривавим демоном Сяо Ру отруєний, Ят Чань і Дін Янь ведуть монаха до жриці, Крижаної Королеви. Дорогою вони беруть із собою Дік Мінкея. Жриця замикається з Дін Янем у храмі, але їхніх сил виявляється недостатньо для порятунку монаха. Отрута переходить у Дін Яня. Тим часом Ят Чань і Дік Мінкей намагаються потрапити всередину, проте їх роззброюють дівчата-охоронниці. Коли обоє знаходять Дін Яня, той перебуває при смерті. Дін Янь просить, щоб Ят Чань убив його, але монах відмовляється і воїн стає вампіром цзянши. Жриця заморожує все довкола разом з собою. Дік Мінкей, Ят Чань і одна охоронниця встигають втекти.
Трійця проходить крізь печеру, де стикається з Дін Янем. Подолавши цзянши, вони виходять з печери та зустрічають Лі Ічі, зберігачку мечів. Лі Ічі вручає мечі Дік Мінкею та Ят Чаню, поки їхня супутниця повертається назовні гори та закликає три армії перестати воювати між собою, щоб протистояти Кривавому демону.
Чон Мей більше не може стримувати Кривавого демона і той звільняється. Дік Мінкей і Ят Чань об'єднують свої мечі та знищують демона. Потім вони повертаються на поле бою, щоб примирити армії.

## У ролях
| Актор        | Роль                                |
| ------------ | ----------------------------------- |
| Саммо Хунг   | Чен Мей / солдат Армії червоних     |
| Єн Біяо      | Дік Мін-кей                         |
| Адам Чен     | Дін Янь                             |
| Бріджит Лінь | Крижана Королева                    |
| Мун Лі       | одна з охоронниць Крижаної Королеви |
| Джуді Онгг   | пані Лі Ічі                         |
| Корі Юань    | учень Кривавого демона              |
| Деміан Лау   | Сяо Ру                              |
| Норман Чуй   | Небесне Лезо                        |
| Чун Фат      | Командир Армії блакитних            |
| Дік Вей      | Командир Армії блакитних            |
| Сай Гвапау   | човняр                              |
| Цуй Гарк     | солдат Армії блакитних              |

## Номінації
Фільм номінувався на кінопремію Hong Kong Film Awards 1984 року у категоріях:
- Найкращий фільм
- Найкраща жіноча роль — Бріджит Лін
- Найкращий художник-постановник — Вільям Чон
- Найкраща хореографія — Корі Юнь
- Найкращий монтаж — Пітер Чон

## Вплив
Фільм був багато в чому новаторським для гонконзького кінематографа і жанру уся. Єн Біяо відкинув традиційні принципи уся – честь, релігію, безглузду відданість – на користь того, щоб просто бути добрим і безкорисливим. «Зу: Воїни з чарівної гори» був представником гонконзської «нової хвилі» в кіно, що почалася наприкінці 1970-х років і характеризувалася створенням дивних, енергійних та експериментальних фільмів. Режисер Цуй Харк залучив до нього техніків, які працювали над «Зоряними війнами», «Зоряним шляхом» і «Троном», тоді як сюжет був натхненний газетним серіалом кінця 1920-х років Лі Шоуміна.
«Зу: Воїни з чарівної гори» був одним з джерел натхнення для фільму Джона Карпентера «Великий переполох у малому Китаї» (1986).